# Hængefærge
En hængefærge (også kaldet hængefærgebro og svævefærge) er en platform, der er ophængt under en brodrager, som kan trækkes fra side til side. Platformen bliver ført frem og tilbage under et højt arrangement ved hjælp af ledninger eller en metalramme. Konstruktionen er blevet brugt til at krydse sejlbare floder eller andre vandmasser, hvor der er et krav for skibstrafik for at kunne passere. Dette har været en sjælden type bro, med færre end to dusin bygget i hele verden. Der er kun tolv, der fortsat bruges i dag. Et eksempel er Vizcaya-broen ved Bilbao.